# A hombros

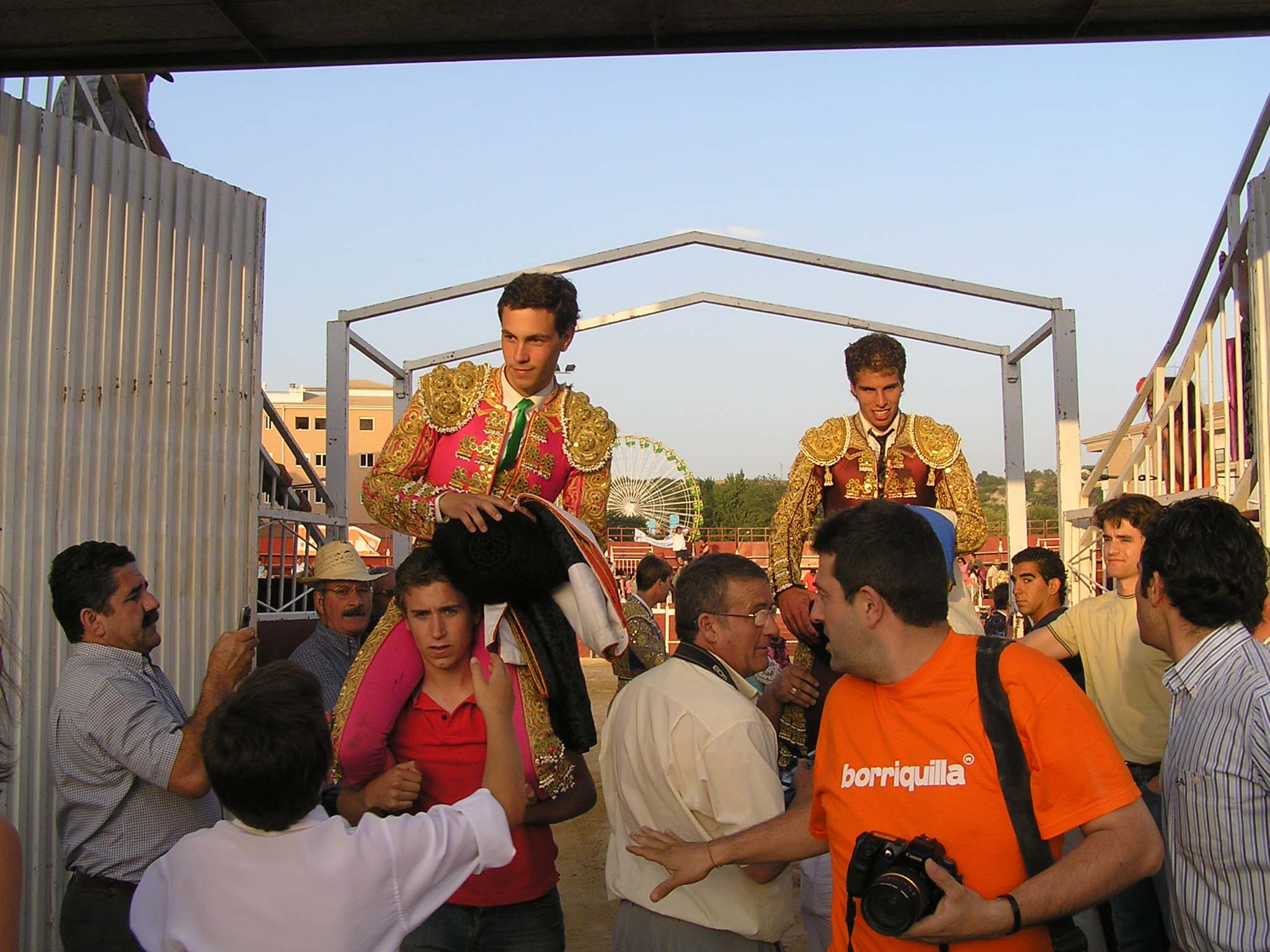
Salida a hombros aux arènes de Alcalá la Real

Dans le monde de la tauromachie, la salida a hombros désigne la sortie en triomphe des matadors par la porte principale de la plaza (arènes), portés sur les épaules (hombros).

## Usage et règlement
L'article 68 du règlement de l'Union des villes taurines françaises précise que ce triomphe est accordé au matador lorsque celui-ci a obtenu au moins deux oreilles. Le même règlement indique que l'on ne pourra porter en triomphe le matador au-delà de 300 m à partir de la porte principale pour ne pas gêner le trafic. Il ne faut pas confondre cette sortie en triomphe avec les sorties du ruedo – la piste proprement dite – où interviennent des porteurs « professionnels », c'est-à-dire payés selon le poids du matador et qui ne dépassent pas le périmètre des arènes.